# Armand Assante
Armand Assante, nome completo Armand Anthony Assante Jr. (New York, 4 ottobre 1949), è un attore statunitense.
Nella sua carriera ha vinto un Emmy Award ed è stato candidato a quattro Golden Globe.

## Biografia
Assante è nato a New York, figlio di Katherine, insegnante di musica e poetessa di origine irlandese, e Armand Anthony Assante Sr., pittore e artista italo-statunitense, ed è cresciuto in una famiglia cattolica. Ha iniziato la sua carriera cinematografica nella prima metà degli anni settanta, ottenendo il primo ruolo di rilievo accanto a Sylvester Stallone in Taverna Paradiso (1978).
Molto attivo sul piccolo schermo, ha interpretato il ruolo di Napoleone Bonaparte nella miniserie Napoleone e Giuseppina (1987), diretta da Richard T. Heffron, e quello di Ulisse nella miniserie L'Odissea (1997), diretta da Andrej Končalovskij. Nel 1996 ha vinto un Emmy Award come miglior attore protagonista in una miniserie per la sua interpretazione del mafioso John Gotti nel film per la TV Gotti. Nel 2007 ha partecipato alla serie NCIS - Unità anticrimine, nel ruolo del trafficante d'armi René Benoit, detto "la Grenouille".

## Vita privata
È stato sentimentalmente legato all'attrice e conduttrice italiana Mara Venier. 

## Filmografia parziale

### Cinema
- Happy Days - La banda dei fiori di pesco (The Lord's of Flatbush), regia di Martin Davidson e Stephen Verona (1974)
- Taverna Paradiso (Paradise Alley), regia di Sylvester Stallone (1978)
- Profezia (Prophecy), regia di John Frankenheimer (1979)
- Piccoli amori (Little Darlings), regia di Ronald F. Maxwell (1980)
- Soldato Giulia agli ordini (Private Benjamin), regia di Howard Zieff (1980)
- Io, la giuria (I, the Jury), regia di Richard T. Heffron (1982)
- Per amore e per denaro (Love & Money), regia di James Toback (1982)
- Un'adorabile infedele (Unfaithfully Yours), regia di Howard Zieff (1984)
- Eternity, regia di Steven Paul (1990)
- Terzo grado (Q & A), regia di Sidney Lumet (1990)
- Bella, bionda... e dice sempre sì (The Marrying Man), regia di Jerry Rees (1991)
- I re del mambo (The Mambo Kings), regia di Arne Glimcher (1992)
- 1492 - La conquista del paradiso (1492: Conquest of Paradise), regia di Ridley Scott (1992)
- Hoffa - Santo o mafioso? (Hoffa), regia di Danny DeVito (1992)
- Fatal Instinct - Prossima apertura (Fatal Instinct), regia di Carl Reiner (1993)
- Il verdetto della paura (Trial by Jury), regia di Heywood Gould (1994)
- Dredd - La legge sono io (Judge Dredd), regia di Danny Cannon (1995)
- Striptease, regia di Andrew Bergman (1996)
- Last Run, regia di Anthony Hickox (2001)
- One Eyed King - La tana del diavolo (One Eyed King), regia di Robert Moresco (2001)
- Fuga disperata (Partners in Action), regia di Sidney J. Furie (2002)
- Cruel Divana (Tough Luck), regia di Gary Ellis (2003)
- Rischio a due (Two for the Money), regia di D.J. Caruso (2005)
- Il desiderio più grande (The Third Wish), regia di Shelley Jensen (2005)
- Confessions of a Pit Fighter, regia di Art Camacho (2005)
- When Nietzsche Wept, regia di Pinchas Perry (2007)
- American Gangster, regia di Ridley Scott (2007)
- La linea (The Line), regia di James Cotten (2009)
- Smile, regia di Francesco Gasperoni (2009)
- Breaking Point, regia di Jeff Celentano (2009)
- Shadows in Paradise, regia di J. Stephen Maunder (2010)
- Dead Man Down, regia di Niels Arden Oplev (2013)
- Sospetto in famiglia (Assumed Killer), regia di Bernard Salzmann (2013)
- Darc, regia di Julius R. Nasso (2018)
- The Match - La grande partita (The Match), regia di Dominik Sedlar e Jakov Sedlar (2021)

### Televisione
- First Ladies Diary: Rachel Jackson, regia di Ira Circker – film TV (1975)
- La vita di Sally Stafford (Lady of the House), regia di Ralph Nelson e Vincent Sherman – film TV (1978)
- Il pirata (The Pirate), regia di Ken Annakin – miniserie TV (1978)
- Sophia Loren: Her Own Story, regia di Mel Stuart – film TV (1980)
- La rabbia degli angeli (Rage of Angels), regia di Buzz Kulik – miniserie TV (1983)
- Tutta una vita (Evergreen), regia di Fielder Cook – miniserie TV (1985)
- Per tutta la vita (Stranger in My Bed), regia di Larry Elikann – film TV (1987)
- Napoleone e Giuseppina (Napoleon and Josephine: A Love Story), regia di Richard T. Heffron – miniserie TV (1987)
- Le mani di uno sconosciuto (Hands of a Stranger), regia di Larry Elikann – miniserie TV (1987)
- La vera storia di Jack lo squartatore (Jack the Ripper), regia di David Wickes – miniserie TV (1988)
- Delitto in paradiso (Passion and Paradise), regia di Harvey Hart – miniserie TV (1989)
- Fever - Ultimo desiderio: uccidi! (Fever), regia di Larry Elikann – film TV (1991)
- Giustizia cieca (Blind Justice), regia di Richard Spence – film TV (1994)
- Avventure nei mari del nord (Kidnapped), regia di Ivan Passer – miniserie TV (1995)
- Gotti (Gotti: The Rise and Fall of a Real Life Mafia Don), regia di Robert Harmon – film TV (1996)
- L'Odissea (The Odyssey), regia di Andrey Konchalovskiy – miniserie TV (1997)
- L'ultima spiaggia (On the Beach), regia di Russell Mulcahy – miniserie TV (2000)
- After the Storm, regia di Guy Ferland – film TV (2001)
- Federal Protection, regia di Anthony Hickox – film TV (2002)
- E.R. - Medici in prima linea (ER) – serie TV, 4 episodi (2006)
- NCIS - Unità anticrimine (NCIS) – serie TV, 5 episodi (2007)
- October Road – serie TV, episodio 2x08 (2008)
- Shark Swarm - Squali all'attacco (Shark Swarm), regia di James A. Contner – miniserie TV (2008)
- Human Target – serie TV, 1 episodio (2010)
- Chuck (Premier Alejandro Goya) – serie TV, 2 episodi (2010)
- Law & Order - Unità vittime speciali (Law & Order: Special Victims Unit) – serie TV, episodio 16x12 (2015)

### Doppiaggio
- La strada per El Dorado (The Road to El Dorado), regia di Bibo Bergeron, Don Paul e Jeffrey Katzenberg (2000)

## Premi

### Emmy Awards
- Nomination all'Emmy Award per il miglior attore non protagonista, per La vera storia di Jack lo squartatore (1989)
- Migliore attore protagonista in una miniserie o film, per Gotti (1996)

### Golden Globe
- Nomination al Golden Globe per il miglior attore non protagonista in una miniserie TV, per La vera storia di Jack lo squartatore (1989)
- Nomination al Golden Globe per il miglior attore non protagonista in una Serie TV, per Terzo grado (1991)
- Nomination al Golden Globe per il miglior attore protagonista in un film TV, per Gotti (1997)
- Nomination al Golden Globe per il miglior attore protagonista in una miniserie TV, per L'Odissea (1998)

## Doppiatori italiani
Nelle versioni in italiano delle opere in cui ha recitato, Armand Assante è stato doppiato da:
- Stefano De Sando ne I re del mambo, E.R. - Medici in prima linea, Shark Swarm - Squali all'attacco, Breaking Point, Human Target, Dead Man Down - Il sapore della vendetta
- Mario Cordova in Terzo grado, Bella, bionda... e dice sempre sì, Hoffa - Santo o mafioso?
- Gino La Monica in Fatal Instinct - Prossima apertura, Avventure nei mari del nord, American Gangster
- Paolo Buglioni in Gotti, L'ultima spiaggia
- Romano Malaspina in Kojak, 1492 - La conquista del paradiso
- Sergio Di Stefano in Tutta una vita, La vera storia di Jack lo squartatore
- Cesare Barbetti in Taverna paradiso
- Sergio Di Giulio in Soldato Giulia agli ordini
- Carlo Cosolo in La rabbia degli angeli
- Eugenio Marinelli ne Il verdetto della paura
- Francesco Pannofino in Dredd - La legge sono io
- Massimo Corvo in Striptease
- Paolo Poiret in Cruel Divana
- Oreste Rizzini in Napoleone e Giuseppina
- Fabrizio Pucci ne L'Odissea
- Angelo Nicotra in After the Storm
- Saverio Moriones in Fuga Disperata
- Ennio Coltorti in Rischio a due
- Emilio Cappuccio ne Il desiderio più grande
- Gerolamo Alchieri in Confessions of a Pit Fighter
- Renato Cortesi in NCIS - Unità anticrimine
- Luciano Roffi in La linea
- Michele Kalamera in Chuck
- Fabrizio Temperini in Law & Order - Unità vittime speciali

Da doppiatore è sostituito da:
- Eros Pagni in La strada per El Dorado